# 백성초등학교
백성초등학교는 대한민국 경기도 안성시 옥산동에 있는 공립 초등학교이다.

## 학교 연혁
- 1946년 3월 6일 2학급 편성 개교
- 1946년 4월 1일 백성국민학교로 개명
- 1950년 5월 4일 제1회 졸업(39명)
- 1954년 11월 11일 금산동 현재 교지로 이전
- 1981년 3월 9일 병설유치원 개원
- 1994년 3월 1일 비룡국민학교 분할 개교
- 2002년 3월 1일 내혜홀초등학교 분할개교
- 2004년 4월 1일 안성시 발명교육센터 개관
- 2012년 3월 1일 혁신학교 지정
- 2012년 3월 1일 병설유치원 분할 단설 개원
- 2014년 9월 1일 제26대 박상자 교장 부임
- 2016년 3월 1일 혁신학교 재지정
- 2018년 1월 10일 제69회 졸업(남:17명, 여:25명) 총 졸업생 수: 17,764명
- 2018년 3월 1일 19학급(특수2학급) 편성
- 2018년 9월 1일 아양택지개발지구 신설 대체이전

## 참고 자료
- 백성초등학교 - 한국교육학술정보원 학교알리미